# Bahrain International 2008
Die Bahrain International 2008 Badminton fanden vom 1. bis 6. Dezember 2008 in Manama statt.
2002 fand bereits ein als Bahrain Satellite betiteltes Turnier im Golfstaat statt, welches 2007 seine Fortsetzung fand. Auch 2008 gab es wie im Jahr zuvor einen deutschen Sieg, als Nicole Grether mit Charmaine Reid aus Kanada das Damendoppel gewann.

## Die Sieger und Platzierten
| Disziplin    | Gold                          | Silber                                     | Bronze                                     |
| ------------ | ----------------------------- | ------------------------------------------ | ------------------------------------------ |
| Herreneinzel | R. M. V. Gurusaidutt          | Andi Saputro Nugroho                       | Mohammed Reza Kheradmandi                  |
| Herreneinzel | R. M. V. Gurusaidutt          | Andi Saputro Nugroho                       | Bandar Sigit Pamungkas                     |
| Dameneinzel  | Trupti Murgunde               | Ashwini Ponnappa                           | Nicole Grether                             |
| Dameneinzel  | Trupti Murgunde               | Ashwini Ponnappa                           | Gayatri Vartak                             |
| Herrendoppel | Akshay Dewalkar Jishnu Sanyal | Ali Shahhosseini Mohammed Reza Kheradmandi | Valiyaveetil Diju Ram C. Vijay             |
| Herrendoppel | Akshay Dewalkar Jishnu Sanyal | Ali Shahhosseini Mohammed Reza Kheradmandi | Jayan James Konnullil Sebastian            |
| Damendoppel  | Charmaine Reid Nicole Grether | Aparna Balan Sampada Sahasrabuddhe         | Negin Amiripour Sahar Zamanian Nejat Zadeh |
| Damendoppel  | Charmaine Reid Nicole Grether | Aparna Balan Sampada Sahasrabuddhe         | Ashwini Ponnappa Nitya Sosale              |
| Mixed        | Arun Vishnu Aparna Balan      | Valiyaveetil Diju Trupti Murgunde          | Dibyajyoti Borah Abantika Deka             |
| Mixed        | Arun Vishnu Aparna Balan      | Valiyaveetil Diju Trupti Murgunde          | Anirban Chetia Kristi Das                  |

## Finalresultate
| Disziplin    | Sieger                        | Finalist                                   | Ergebnis            |
| ------------ | ----------------------------- | ------------------------------------------ | ------------------- |
| Herreneinzel | R. M. V. Gurusaidutt          | Andi Saputro Nugroho                       | 21-13, 22-20        |
| Dameneinzel  | Trupti Murgunde               | Ashwini Ponnappa                           | 21-16, 21-13        |
| Herrendoppel | Akshay Dewalkar Jishnu Sanyal | Ali Shahhosseini Mohammed Reza Kheradmandi | 14-21, 21-18, 21-11 |
| Damendoppel  | Charmaine Reid Nicole Grether | Aparna Balan Sampada Sahasrabuddhe         | 21-16, 21-13        |
| Mixed        | Arun Vishnu Aparna Balan      | Valiyaveetil Diju Trupti Murgunde          | 17-21, 21-18, 21-19 |